# Латина Вілока
«Латина Вілока» (Wheelock's Latin; назва першого видання — Latin, пізніше — Latin: An Introductory Course Based on Ancient Authors) — це комплексний підручник з латинської мови. У розділах підручника подаються потрібні граматичні теми для читачів з малим або відсутнім попереднім знанням латинської граматики чи мови.
У кожному розділі подано набір вправ для перекладу, створених спеціально для цього підручника, більшість з яких використовує уривки безпосередньо з античних джерел. Висловлювання римських авторів та уривки для читання є або прямими цитатами, або адаптованими переказами оригіналів. Текст пересипаний ремарками щодо давньоримської культури. Наприкінці кожного розділу є підрозділ з назвою «Latina Est Gaudium — Et Utilis!», що означає «Латинська цікава — і корисна!»: тут подані фрази, які можна використовувати в розмові (наприклад, «Quid agis hodie?» — «Як справи сьогодні?»), а також коментарі до англійських слів та їх зв'язок з латиною. Вперше вийшов 1956 року у видавництві Barnes & Noble у серії підручників для коледжів, цей підручник пережив сім видань. 6-е видання перекладене корейською (2005); 7-е видання перекладене китайською мовою (2017).
Останнє видання включає передмову, переднє слово, коментарі до оновленого видання, карти та численні чорно-білі фотографії, є правила вимови та інформація про цитованих римських авторів.

## Історія видань
- Wheelock F. M. — Latin. New York: Barnes & Noble, 1956. xxxiii & 301 p. College Outline Series #104. $1.95.
- Wheelock F. M. — Latin: An introductory course based on ancient authors. 2nd ed. New York: Barnes & Noble, 1960. xxxiii & 377 p.
- Wheelock F. M. — Latin: An introductory course based on ancient authors. 3rd ed. New York: Barnes & Noble, 1963. xxxiii & 457 p.
- Wheelock F. M. — Wheelock's Latin Grammar. 4th ed., revised. New York: Harper Collins, 1992. xxvi & 418 p.
- Wheelock F. M. and R. A. LaFleur. Wheelock's Latin 5th Edition. New York: Harper Collins, 1995. xli & 498 p.
- Wheelock F. M. and R. A. LaFleur. Wheelock's Latin 6th Edition. New York: Harper Collins, 2000. l & 510 p.
- Wheelock F. M. and R. A. LaFleur. Wheelock's Latin 6th Edition, Revised. New York: Harper Collins, 2005. xlviii & 512 p.
- Wheelock F. M. and R. A. LaFleur. Wheelock's Latin 7th Edition (The Wheelock's Latin Series). New York: Harper Collins, 2011. xliv + 564 p. ISBN 978-0061997228